# アッコの陥落
アッコの陥落（アッコのかんらく）とは、1291年にイェルサレム王国の都市アッコ（アッコン、アッカー）をマムルーク朝が攻略した事件、およびそれに至る包囲戦である。これにより、十字軍は聖地における地歩を完全に失った。これ以降も十字軍は何度か行われているが、聖地に十字軍国家が復活することは二度となかった。なおアジア大陸においては、テンプル騎士団がアッコ陥落後もその北方のトルトーザ（現シリア北西部・タルトゥース）とルアド島を保っていたが、これも1302年から1303年にかけてのルアド包囲戦で失うことになる。

## 背景
1187年、ヒッティーンの戦いで勝利したアイユーブ朝のサラーフッディーンは、イェルサレム王国の大部分を征服した。この時イェルサレムやアッコは一旦イスラーム勢力の支配下に戻った。これに対してヨーロッパからやってきた第3回十字軍はアッコを2年にわたり包囲し、奪還した（アッコ包囲戦 (1189年-1191年)）。しかしこの十字軍はイェルサレムを奪回することができなかったため、以降アッコがイェルサレム王国の首都となった。十字軍国家の重要な立役者である多くの騎士修道会はアッコに本部を置き、ここで軍事的・外交的な意思決定が行われた。
1250年にエジプトで勃興したマムルーク朝は、十字軍国家にとってアイユーブ朝よりさらに危険な敵であった。彼らは十字軍騎士に匹敵する重騎兵を擁し、しかもより激しく十字軍国家を敵視していた。1260年にアイン・ジャールートの戦いでモンゴル帝国に勝利しスルターン位についたバイバルスは、十字軍国家に矛先を向け、1265年にカエサリア、ハイファ、アルスーフを落とし、1266年にキリスト教徒十字軍にとって重要な土地だったガリラヤ地方を征服し、1268年にはアンティオキア公国を滅亡させた（アンティオキア包囲戦 (1268年)）。
ヨーロッパのキリスト教国は、1270年の第8回十字軍（フランス王ルイ9世）や1271年-1272年の第9回十字軍（イングランド王太子エドワード）などを実施したが、前者は疫病により瓦解し、後者は小規模で十分な成果を挙げられなかった。

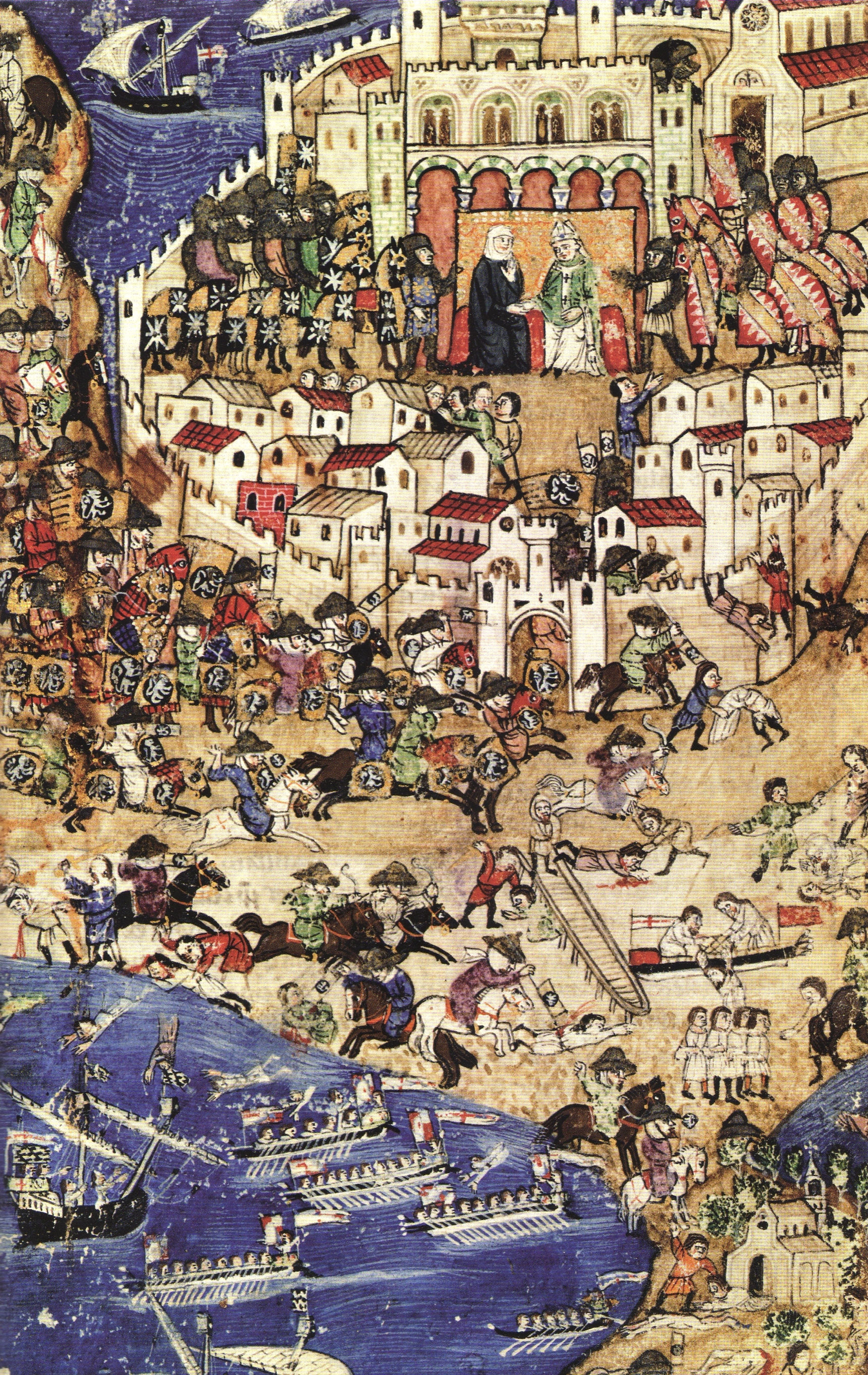
トリポリの陥落（1289年）

しかも第9回の後、聖地には大規模な十字軍が全く来なくなってしまった。教皇グレゴリウス10世は十字軍を召集したが成功せず、その側近たちは熱意に欠ける怠惰な君主たちや貴族、汚職にまみれた聖職者たちを非難した。そもそもの十字軍の意義も薄れていた。これまでの教皇は、ヨーロッパ内の政敵に対して「十字軍」の宣言を乱発してきていたのである。
十字軍国家も、内紛や政治的な不安定による低迷が止まらなかった。名目的な「イェルサレム王」ユーグ3世は、1276年に宮廷をキプロス島に移した。大陸では、マムルーク朝スルターンのカラーウーンが1278年にラタキアを攻略し、1289年にトリポリ伯国を滅ぼした（トリポリの陥落）。彼は1284年にイェルサレム王国と10年間の停戦を締結した。
ユーグ3世の息子アンリ2世は、セネシャルのジャン1世・ド・グライーをヨーロッパ諸国の宮廷に派遣し、レバントにおける危機的状況を訴えた。教皇ニコラウス4世も各国君主に書簡を送りジャン1世・ド・グライーを後押しした。しかし、この頃は第8回十字軍の中心人物シャルル・ダンジュー（シチリア王カルロ1世）によるシチリア晩鐘戦争の真っ只中であり、また第9回十字軍を率いたエドワード1世もブリテン島での問題にかかりきりで、新たな十字軍遠征をおこなう余裕が無かった。 
数十年にわたるヨーロッパのキリスト教徒とモンゴル人の間の同盟交渉も、ついに実を結ばなかった。

### アッコ攻撃の口実
ムスリム側の文書イブン・フェラトの年代記によれば、あるアッコの裕福な若妻とムスリムの男との関係が夫に露見したという些細な事件があった。夫は友人たちを集め、その男女を殺した。その後同じ場所に他のムスリムが引き立てられてきて、暴徒化したキリスト教徒に虐殺されたのだという。十字軍国家は、カラーウーンがこの事件を開戦の口実とすることを恐れ、教皇に援軍を求めた。ミショーによると、ヴェネツィアが16隻のガレー船に1600人の兵士を載せた急仕立ての艦隊を編成し、アッコに送った。他の文献では、トスカーナやロンバルディアの農民や失業都市民を載せた20隻のガレー船団がニコラス・ティエポロに率いられて聖地に向かったという説明がなされている。ヴェネツィア元首ロレンツォ・ティエポロはジャン3世・ド・グライーらイェルサレム王国からの使節に説得され、自分の息子であるニコラス・ティエポロを派遣したのである。またアラゴン王ハイメ2世が、当時教皇やヴェネツィアと対立していたにもかかわらず、5隻のガレー船を派遣して聖地に向かうヴェネツィア艦隊に合流させた。
しかし、この寄せ集めのイタリア兵たちはほとんど統制がとれておらず、また給料も満足に支払われていなかった。アッコについた彼らはムスリムからもキリスト教徒からも見境なく略奪を行い、市の外に追い出された。ランシマンは、彼らが1290年8月にアッコ周辺で何人かのムスリム商人を襲撃し殺したと述べている が、ミショーはむしろ都市や村に対する襲撃と略奪が行われていたと述べている。この事態に対し、カラーウーンはアッコ市に対して犯罪者の引き渡しを要求した。市ではギヨーム・ド・ボジューの提案により、テンプル騎士団総長やアッコ市評議会で議論が行われたが、最終的にカラーウーンの要求を拒絶することに決まった。彼らは、ムスリムが死んだのはそのムスリムの自己責任であると主張したのである。

## 包囲戦

### 戦争の始まり
1290年10月、カラーウーンは十字軍国家との間に結ばれていた停戦を破棄し、遠征のための動員を始めた。しかし彼は12月に死去し、息子アシュラフ・ハリールがスルターン位と遠征計画を引き継いだ。ハリールはギヨーム・ド・ボジューに対し、アッコを攻撃すること、また和平を提案されても拒絶するとした書簡を送りつけた。十字軍国家側はとりあえずSir Philip Mainebeuf率いる和平交渉団を 派遣したが、彼らはカイロで投獄された。1291年3月、ハリールはカイロを出立した。
ハリールはエジプトで軍を召集するとともにシリアの諸領主にも軍の派遣を命じ、ダマスカスからマンスール・ラージーン率いる軍、ハマーからal-Muzaffar Taqai ad-Din率いる軍、トリポリからビルバン率いる軍、カラクからBaibars al-Dewadar率いる軍が参陣した。マムルーク朝軍の大部分は義勇兵であり、またかなりの数の投石器を国中からかき集めていた。ハマーからは「勝利者」 (المنصورى, Al-Mansuri)というカタパルトが送られてきた この名はスルターンのハリールに由来している可能性がある。またマムルーク朝軍は「怒れる者」 (الغاضبة, Al-Ghadibah.)というカタパルトや 「黒い雄牛」 (الثيران السوداء, Al-Thiran Al-Sawda'a.)という小マンゴネルも有していた。
ハマーからの軍には、著名な歴史家Baibars al-Dewadar やアブ・アル＝フィダ が参加していた。
十字軍国家はヨーロッパに盛んに援軍を要請したが、これに応えた者はわずかだった。第9次十字軍の指導者だったイングランド王エドワード1世も、オットー・ド・グランソンら数人の騎士を派遣しただけだった。キプロス王（イェルサレム王）ユーグ2世は、弟のアモーリーをアッコに派遣した。一方アッコでは、援軍を率いて到着したばかりのドイツ騎士団の総長ブルハルト・フォン・シュヴァンデンが、1290年初頭に突然総長を辞任して、故郷のスイスに帰ってしまった。3月、アッコから多くの女性や子供がキプロスに避難した。

### 包囲戦の経過

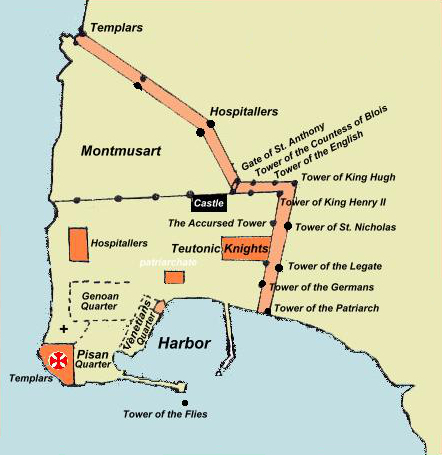
アッコの地図（1291年）

アッコは、これまでの十字軍の歴史の中で騎士や巡礼者が築いた2重の城壁と12の塔を誇る城塞だった。
1291年4月6日、ハリール率いるエジプト軍がアッコに到達した。その2日後にはシリア軍も諸々の攻城兵器とともに到着した。マムルーク朝軍は城壁から2キロメートル離れて北西の海岸線から南東の海岸線に至る包囲線を敷いた。ハリールは自身の天幕をレガーテ（Legate）の塔の前の小さな丘に置いた。マムルーク朝軍が包囲を敷く8日間の間にも小競り合いが起こった。9日目から11日目にかけて、マムルーク朝軍はバリケードや小枝細工でつくった防壁を城の外壁前の堀まで押し出し、Carabohasという高速で射出を行う攻城兵器を投入した。さらに攻城軍は、坑道を掘って防壁を爆破しようともした。アッコの城門は開かれていたが、緻密に設計されたサリーポート（出撃路）によって固く守られていた。
十字軍側も、時には撃って出てマムルーク朝の陣営を攻撃した。包囲戦の最北部に陣取っていたハマー軍の陣営を海陸両面から攻撃して成功したものの、十字軍側も大きな損害を出した。またジャン・グライーやオットー・ド・グランソンが300人のテンプル騎士を率いて月夜に敵陣を襲撃し、ギリシアの火を用いてハマー軍の攻城兵器を焼こうとした。兵器の破壊はかなわなかったものの、このテンプル騎士たちは1000人以上の敵兵を殺し、その首や奪った軍需物資を持ち帰ってきた。しかし全体としては、こうしたマムルーク軍を混乱させようとする出撃は有効な成果を挙げられなかった。
5月4日、キプロス王アンリ2世が 40隻の船と700人の兵を率いてアッコに到着した。これにより一時的に防衛軍の士気が上がったが、この頃には十字軍とマムルーク朝との和平交渉の試みも行われていた。十字軍首脳部は、今までと同様に金で停戦が買えると信じていた。5月17日、騎士のウィリアム・ヴィリアーズと、ギヨーム・ド・ボジューの家令ウィリアム・オブ・カフランがハリールのもとへ和平交渉に行った。十字軍側は降伏を拒否しつつ、住民のために包囲を中止し停戦を結ぶよう求めた。しかしハリールは、防衛軍が退去する場合は命と財産を保証するとしたうえで、あくまでも市の降伏を要求したため、交渉は決裂した。交渉の終盤、アッコから放たれた石弾がハーリルの天幕の付近に着弾した。これに激怒したハーリルは翌日総攻撃を命じた。なお、アッコからの交渉団は危害を加えられることなくアッコに帰された。
5月18日までに、いくつかの塔と城壁の一部が坑道爆破により崩壊していた。王の塔の崩壊は特に防衛側の意気をくじくものであり、それ以降女性や子供のアッコ脱出が加速した。

### 最後の総攻撃
5月18日の夜明け、城壁を取り囲むマムルーク朝軍の全方位から、ラッパと300頭のラクダに載せた太鼓の音が鳴り響いた。同時に兵士たちが城壁の割れ目に殺到し、午前9時には大勢が決した。マムルーク朝軍は内壁の呪われた塔（Accursed Tower）を占領し、十字軍を聖アントニウス門にまで押し戻した。十字軍は塔を奪い返そうとしたが、失敗した。聖アントニウス門を守備していたギヨーム・ド・ボジューは致命傷を負った。ギヨーム・ド・ボジューは、アッコが完全に陥落する前にテンプル騎士団の砦に埋葬された。
市内に乱入したマムルーク軍は、目に入った者はすべて殺していった。混乱の中で十字軍側の兵士や市民が海へ脱出しようとし始めたため、十字軍の防衛体制は崩壊し始めた。裕福な者は法外な料金を払って、先に安全に逃れようとした。傭兵隊長でテンプル騎士のルジェ・ダ・フローは、貴族や難民の脱出を助けることで財を成した。14世紀の聖職者ルドルフ・フォン・ズトハイムは、「市が今にも陥落しようという時、500人以上の高貴な貴婦人や処女、王侯の娘たちが、身に着けていた値もつけられないような金銀宝石のジュエリーやオーナメントを懐から出して、誰かこの宝石をすべて受け取って、自分たちを妻とする水夫はいないか、ただ自分たちを裸の状態でも安全な土地や島に連れて行ってくれればいいのだが、と大声で叫んだ。」と述べている。アンリ2世や聖ヨハネ騎士団総長ジャン・ド・ヴィリエらもその中に含まれており、彼らはキプロスへ逃げおおせた。貧しい人々は、なかなか街を脱出することができなかった。

### アッコの陥落
5月18日の夜、アッコは海岸のテンプル騎士団の砦と西部の一部を除き、ほぼマムルーク朝軍の手に落ちた。砦はその後10日以上にわたって耐え続け、その間に聖ヨハネ騎士団の将軍マチュー・ド・クレルモンが戦死した。1週間後、ハリールと残存テンプル騎士の代表Peter de Severyの交渉により、砦の残存兵はキプロス島へ安全に退去することを認められた。しかし砦に避難していた女性や子供をマムルーク朝軍の兵が奴隷にしようとして、これをテンプル騎士が殺害したことで停戦は破れた。ティボー・ゴーダンら一部のテンプル騎士は、騎士団の宝物とともに夜陰に紛れてシドンに逃れ、後にそこでティボー・ゴーダンが総長に選出された。翌朝、Peter de Severyは再びハリールのもとに使者を送ったが、この使者は何も交渉できないまま処刑された。5月28日、200人のマムルーク兵が壁の崩れた場所から砦に突撃した。この戦闘で砦のテンプル騎士は全滅し、攻撃したマムルーク兵も半数が戦死した。ルドルフ・フォン・ズドハイムによれば、テンプル騎士たちは城壁を爆破して故意に砦を倒壊させ、マムルーク兵を道連れにした。
マムルーク朝の勝報を受け、ダマスカスやカイロでは祝祭が開かれた。ハーリルは鎖で繋いだ捕虜とともにダマスカスに凱旋した。カイロに帰ったハリールは持ち帰ったアッコの聖アンドレ教会の門を使ってモスクを建設し、以前カイロで投獄したPhilip Mainebeufらを解放した。

## その後
アッコの陥落は、キリスト教徒のイェルサレム奪還を目指した十字軍の事実上の終焉を意味した。これ以降、何度も十字軍の派遣が検討されたり発令されたりすることはあったが、実体を伴った十字軍が聖地に至ることは二度となかった。
なお、イェルサレム王国はその後もキプロス島でキプロス王国として生き残っていた。彼らは「本土」である聖地の奪還を試みたが、成功することはなかった。十字軍が始まったころと違い、資金、人的資源、熱意すべてが欠落していた。1365年、ピエール1世率いるキプロス王国軍がエジプトに上陸し、アレクサンドリアの占領に成功したが、3日間街を略奪しただけで撤退した（アレクサンドリア十字軍）。その後もキプロス王国は度々マムルーク朝の海岸線を襲撃したが、1410年から1411年にかけて大規模な逆襲を受け、1426年にはキプロス王国はマムルーク朝に従属し、多額の貢納を強いられるようになった。
14世紀以降にも「十字軍」は何度も結成されたが、それは11世紀から12世紀にかけてのいわゆる十字軍とは異質なものだった。14世紀以降の十字軍は、こちらからイスラーム勢力の支配地である聖地を目指すのではなく、ニコポリス十字軍やヴァルナ十字軍のように、むしろヨーロッパに侵攻してくるオスマン帝国の進撃を防ぐものとなっていた。一応それらの十字軍も究極的な目標としては聖地の奪還を掲げていたが、その前段であるオスマン帝国との戦いでも負け続けた。ヨーロッパのキリスト教国が聖地を直接攻撃するのは1799年のナポレオン・ボナパルトによるエジプト・シリア戦役を待たねばならないが、もはやこの遠征の目的は往時の十字軍とはまったく異質のものとなっていた。

## 関連作品
- 『千夜一夜物語』のマルドリュス版第551夜 - 第554夜・バートン版第894夜‐第896夜の話[注釈 1]

この戦いの前後が舞台（戦闘場面はない）で、「商売にアッコに来たエジプト人の男は戦争の気配をさとり街を立ち去るが、この時ひとめぼれしたフランク人（ここでは西ヨーロッパ人の意味）の女性と生き別れになる。戦後この男はサラディン（サラーフッディーン）の宮殿で捕虜となった彼女と思わぬ再開をする。」という話になっている。